# 山田宗有
山田 宗有（やまだ そうゆう、本名：山田寅次郎、慶応2年8月23日（1866年10月1日） - 昭和32年（1957年）2月13日）は、実業家、茶人。
茶道宗徧流の第8世家元であるが、家元継承以前の山田 寅次郎（やまだとらじろう）の名で実業界でも活躍した。明治25年（1892年）にエルトゥールル号遭難事件の義捐金を届けにオスマン帝国（後のトルコ）に渡って以来、日本とトルコの交流に深く関わった人物としても知られる。

## 生い立ち
宗有（寅次郎）は、幕末の慶応2年（1866年）に沼田藩用人・中村雄左衛門（莞爾）の次男として沼田藩の江戸上屋敷で生まれた。中村家は曽祖父の代から家老職を務めていた。8歳まで沼田で生活し、明治維新後に上京した。明治14年（1881年）に宗徧流家元山田家に養子入りした。宗徧流は、寅次郎が生まれるより以前に6世家元の山田宗学が死去し、その妻が7世を継いで山田宗寿と称していたが、宗学夫妻の間には跡を継ぐ子がいなかったため、跡継ぎとして寅次郎が迎え入れられたのである。
しかし彼は茶道の家元を若くして継ぐ意志に乏しかったらしく、明治16年（1883年）に家元宗寿が亡くなった後も家元を襲名せず、進んで言論界に入って陸羯南、福地源一郎らと交わった。茶道は高弟の中村宗知に任せていた。
東京で書生として暮らしながら政治活動・出版事業に手を広げ、幸田露伴の処女作を出版社の金港堂に売り込んだこともあった（後に露伴は、友人だった寅次郎をモデルにして、軍艦沈没事件を抜け目なく利用して名を売り、金を集め、日本との貿易事業を画策して海外へ渡った人物の話を短編「書生商人」(明治25～26年)としてまとめている）。

## トルコとの関わり
明治23年（1890年）、訪日から帰国途上のオスマン帝国軍艦エルトゥールル号の遭難事件が日本中に大きな衝撃を呼ぶと、寅次郎は民間から義捐金を集めて犠牲者の遺族に寄付することを思い立った。彼は親交のあった日本新聞社の陸羯南に働きかけて募金運動を起こした。日本中で演説会をして回って、2年をかけて5000円（現在の価値で1億円相当とされる）の寄付を集めた。当初はトルコへ送金するつもりであったが、その方法について外務大臣の青木周蔵と面談したところ、持参を勧められたという。
明治25年（1892年）4月、寅次郎は義捐金を携えてオスマン帝国の首都イスタンブールに到着し、早速オスマン帝国外相を訪ねて義捐金を届けた。これにより彼が遠い日本から民間人でありながら義捐金を持って自らやって来たことが知れわたると、彼はイスタンブールの官民から熱烈な歓迎を受け、皇帝アブデュルハミト2世に拝謁する機会にすら恵まれた。この時に彼が皇帝に献上した生家の中村家伝来の甲冑や大刀は、現在もトプカプ宮殿博物館に保存、展示されている。
1894年（明治27年）6月30日付けで寅次郎が第百銀行の池田健三に宛てた書簡によると、滞在したのは1892年（明治25年）4月から数か月間で、その際、オスマン商工会議所内に自ら持参した日本商品を商売の見本として陳列し、日本品販売所を開設できるよう準備をして帰国。再来訪した1893年から1894年にかけて販売所を開き、その後、大阪の中村健次郎（商人・中村久兵衛弟）の出資を得て「中村商店」として開店したと推測される。
寅次郎はアブデュルハミト2世から士官学校での日本語の教育や、東洋の美術品の整理を依頼され、イスタンブールにしばらく滞在していた。そのうちにトルコに愛着を覚え、イスタンブールに留まって事業を起こすことを決意した、と自伝では述べている。明治29年（1896年）、一時帰国を経て再びイスタンブールにやって来た寅次郎は、イスタンブールの「中村商店」の現地支配人となり、日本との間での貿易事業を始め、以後、日本とトルコの間を何度か行き来しながら、イスタンブールに滞在した。この頃の中村商店の実態、寅次郎の活動については不明な点が極めて多い。寅次郎はイスタンブールに継続的に留まることはなく、周辺諸国の探訪や日本への一時帰還など活発に活動していたことが確認されているが、その詳細は必ずしも詳らかではない。1899年に一時帰国した時に大阪中村商店の経営者である中村久兵衛の娘・中村たみと結婚し、中村一族と血縁となる。子供も儲けたが、妻子は大阪に置いたままで、日本に落ち着くことはほとんどなかった。
寅次郎がイスタンブールに滞在していた当時、日本とオスマン帝国の間では治外法権の問題から国交交渉が進展せず、正式の国交が持たれなかった。こうした事情もあり、彼はこの町でほとんど唯一の日本人長期滞在者であった。そこで、イスタンブールを訪問する日本人たちは官民、公用私用を問わずみな中村商店を訪問し、寅次郎に様々な便宜を図ってもらっていたという。寅次郎の接遇を受けた人物に、徳富蘇峰、深井英五、田健治郎、松永武吉、朝比奈知泉、望月小太郎、池辺吉太郎、徳川頼倫、鎌田栄吉、寺内正毅、橋本圭三郎、中村直吉、伊東忠太などがいる。
彼のイスタンブール滞在中に日露戦争が起こった。「ロシア黒海艦隊所属の艦艇3隻が商船に偽装してボスポラス海峡を通過した」との情報が、イスタンブールから在ウィーン日本大使館を経て日本に送られ、重要情報として高い評価を受けたことが知られている。寅次郎が晩年語ったところによれば、この監視と打電を行ったのは寅次郎自身であったという。ただし近年の研究により、寅次郎や中村商店の情報収集は不充分で、戦況を左右するものではなかったことが明らかとなっている。
このように彼はイスタンブールにおいて日土両国の政府関係者と繋がりを持ち、トルコにおける日本の便益を図った。この時期の寅次郎はいわば日本の「民間大使」であったと言われることもある。
トルコ滞在中の寅次郎は、アブデュルハミト2世からトルコ人たちの呼びやすいムスリム（イスラム教徒）名をつけられ、トルコ人の友人たちからはムスリム名「アブデュルハリル山田パシャ」と呼ばれていた（「パシャ」はオスマン帝国で高官、高級軍人に与えられる称号である）。彼が正式にイスラム教に改宗する手続きを行ったかどうかは定かではないが、後に寅次郎は「当時は心情的にはイスラム教徒に近かった」と語っており、そうしたことから彼は日本人ムスリムの草分けの一人に数えられることもある。
大正3年（1914年）、第一次世界大戦が勃発するとドイツなど中央同盟国側に引き入れられつつあったオスマン帝国の対外情勢は緊迫したため、寅次郎はイスタンブールを最終的に退去、帰国したとされる。しかし、イスタンブールを訪れた日本人が残した様々な記録を照査した近年の研究によると、寅次郎がイスタンブールを離れたのは1906年頃とされる。
宗有の孫娘である和多利月子(ワタリウム美術館経営陣)の調査によると、第一次世界大戦前、寅次郎は皇帝のために日本から工芸品や大工道具などを取り寄せたり、生きた鳥とその世話をする鳥飼の渡航を手配したりしており、オスマン帝国内を自由に行き来できる証明書を与えられていた。またトルコで世話した日本人のうち、伊東忠太とは特にこまめに葉書で近況を知らせ合っていた。日本へ戻り、大阪に居を定めたのは1905年であるという。

## 実業家としての活動
トルコの地で商売を始めた寅次郎は、これを手がかりに日本の実業界に進出しようと考えたが、彼が当初手がけた日土間の貿易事業は、両国の間で交流がほとんど行われていなかったため、将来的な発展性に乏しかった。
そこで寅次郎は当時、輸出のためオスマン帝国の領内で盛んに製造されるようになっていたタバコに目をつけた。これは1900年（明治33年）に大蔵省の橋本圭三郎と農学博士の佐々木善次郎が煙草調査のためにイスタンブールを訪問した際に寅次郎が接遇したことがきっかけだった。明治37年（1904年）、日露戦争の戦費捻出のため日本の大蔵省がタバコの専売制を強化し、材料の買い上げから製造、販売まで一括して独占的に行うようになったのを機に、トルコのタバコ工場から日本に技術を導入して、紙巻きタバコを巻くのに使うライスペーパー（シガレットペーパー）の製造を国産化し、大蔵省に納入することを計画した。
明治38年（1905年）、実業家の井上保次郎(松本枩蔵の兄)や中村商店の中村久兵衛らが大阪で東洋製紙株式会社（後に王子製紙と合併）を発起し、寅次郎も監査役として加わり、日本最初のライスペーパー製造を開始した。同社の事業は軌道に乗り、一時的には大蔵省専売局で使うライスペーパーを独占的に生産する成功を収めた。ただし、寅次郎自身は明治42年（1905年）に監査役を辞任し、東洋製紙の経営からは離れている（1920年に再び取締役に就任）。
第一次世界大戦の勃発に前後して帰国してからの寅次郎は製紙業に専念し、長く関西実業界で活躍した。

## 家元襲名後
寅次郎が日本国外や実業界で活躍する間、家業の宗徧流は、40年近くにわたって家元不在のままであった。大正12年（1923年）、57歳の寅次郎は弟子たちの懇請によって家元を襲名し、宗徧流第8世山田宗有となる。
家元として宗有は、流派の組織化を進め、機関誌『知音』を創刊するなど、宗徧流の振興に尽力した。
また宗徧流が、赤穂浪士の吉良邸討ち入りに間接的にかかわった(流祖山田宗徧と吉良義央とは同門、小林平八郎、大高源吾らが門人であった)忠臣蔵ゆかりの流派であることにちなんで東京の墨田区で義士茶会を始めるなど、全国で茶道を広める活動を盛んに行っている。
一方で、家元襲名後も寅次郎は実業界からは手を引かず、昭和2年（1927年）には吹田製紙（現・三島製紙吹田工場）を創業した。同社は昭和11年（1936年）に三島製紙と合併するが、その後も経営に関わり、三島製紙の社長、会長を歴任している。
また、トルコとの親善交易にも関心に持ち続けた。オスマン帝国に代わり建国されたトルコ共和国が日本と国交を結んで東京にトルコ大使館が開かれると大使と大阪の財界との間を取り持ち、大正14年（1925年）に大阪財界主導で日土貿易協会を設立、その理事長に就任して日本とトルコの間の貿易を行った。第一次世界大戦後に誕生した新生トルコ共和国は、国内産業保護のために諸外国との貿易事業を厳しく制限し、イスタンブールにあった日本商品館も閉鎖された。日土貿易協会は貿易対象国をトルコ周辺のバルカン半島諸国やアラブ諸国などにまで広げ、1937年（昭和12年）には名称を「近東貿易協会」と改めた。
昭和6年（1931年）にはトルコを再訪し、イスタンブールに滞在して現地の財界から大歓迎を受けた。また、ムスタファ・ケマル大統領に首都アンカラに招かれて面会したが、ケマルは士官学校で寅次郎が日本語を教えていた時、自分もその中の一人として日本語を教わった思い出を語り、大変な友誼を示したという。
トルコ訪問に合わせ、貿易の活路を求めてギリシャの商品見本市にも参加し、昭和8年（1933年）には、ギリシャの大阪駐在名誉領事に就任。
第二次世界大戦勃発に伴い、1939年には日本とトルコ間の通商関係はなくなった。大戦末期の1945年（昭和20年）にはトルコ大国民議会が日本との断交を決議。駐トルコ日本大使館は閉鎖され、2月23日にトルコは日本に宣戦布告した。
昭和23年（1948年）、寅次郎は三島製紙（現・日本製紙パピリア）の会長を辞任して実業界から離れ、以後は茶道に専念、90歳で没した。

## 家族
寅次郎の息子である山田宗囲（宗徧流10世家元）が1975年に家族連れでトルコを訪問した際には、大歓迎されたという。孫（宗囲の娘）の和多利月子は、ワタリウム美術館を経営する和多利家に嫁ぎ、4人の子育ての傍ら同美術館のディレクターを務め、2015年には「山田寅次郎研究会」を主宰し、2017年に寅次郎の足跡を追った『明治の男子は、星の数ほど夢を見た。』(産学社、2017年10月)を出版した。

## 著作
- 『土耳古画観』博文館、1911年1月。 NCID BN12221534。全国書誌番号:40010661。
  - 『土耳古画観』（復刻版）方丈堂出版、2016年11月。ISBN 9784892311529。 NCID BB22641484。全国書誌番号:22829819。